# تشارلز دادلي (كرة سلة)
تشارلز دادلي (بالإنجليزية: Charles Dudley)‏ مواليد 5 مارس 1950 في هاريسبرج، هو لاعب كرة سلة أمريكي سابق. بدأ مسيرته الاحترافية في سنة 1972. تم اختياره من قبل فريق غولدن ستايت ووريورز خلال الدرافت. يبلغ طوله 6 قدم 2 بوصة (1.9 م). اعتزل اللعب في 1979.

## المسيرة الاحترافية
لعب مع سياتل سوبرسونيكس في موسم 1972–1973، ثم لعب مع غولدن ستايت ووريورز من سنة 1974 إلى 1978، ثم لعب مع شيكاغو بولز في موسم 1978–1979.

## روابط خارجية
- تشارلز دادلي على موقع إن بي أي (الإنجليزية)
- تشارلز دادلي على موقع سبورتس رفرنس (الإنجليزية)
- تشارلز دادلي على موقع كلية كرة السلة في سبورتس رفرنس.كوم (الإنجليزية)
- تشارلز دادلي على موقع ريلجم (الإنجليزية)
- تشارلز دادلي على موقع بروبوليرز (الإنجليزية)